# 5358-as busz
Az 5358-as jelzésű autóbuszvonal helyközi autóbuszjárat Baja és Siófok között, melyet a Volánbusz Zrt. lát el.

## Közlekedése
A járat Baját és Siófokot köti össze Kalocsa és Paks, illetve a Tomori Pál híd érintésével. Útvonalhossza 151 km, menetideje Siófok felé 3 óra 10 perc, Baja felé 3 óra 5 perc. Nyári tanszünetben naponta egy járatpár szállítja az utasokat.

## Megállóhelyei
| 0  | Baja, autóbusz-állomás végállomás          | 30 | 1, 2, 3, 4, 5, 7 1110, 1113, 1123, 1486, 1503, 1504, 1506, 1524, 1652, 1731 5035, 5042, 5219, 5226, 5289, 5310, 5312, 5314, 5315, 5316, 5320, 5321, 5323, 5324, 5325, 5326, 5327, 5328, 5330, 5331, 5335, 5336, 5337, 5338, 5339, 5410, 5439, 5650 |
| 1  | Bajaszentistván                            | 29 | 1, 2, 5, 7 1110, 1113, 1123 5219, 5226, 5310, 5311, 5312, 5314, 5315, 5316 |
| 2  | Érsekcsanád, autóbusz-váróterem            | 28 | 1110, 1113, 1123, 1524 5219, 5226, 5310, 5311, 5312, 5314, 5315, 5316 |
| 3  | Sükösd, autóbusz-váróterem                 | 27 | 1110, 1113, 1123, 1524 5219, 5226, 5310, 5311, 5312, 5314, 5315, 5316 |
| 4  | Dusnok, autóbusz-váróterem                 | 26 | 1110, 1113, 1123 5310, 5311, 5312, 5314, 5353, 5355, 5359 |
| 5  | Fajszi elágazás                            | 25 | 1110, 1113, 1123 5310, 5311, 5312, 5314, 5353, 5355, 5359 |
| 6  | Bátya, autóbusz-váróterem                  | 24 | 1110, 1113, 1123 5310, 5311, 5312, 5314, 5353, 5355, 5359 |
| 7  | Kalocsa, autóbusz-állomás                  | 23 | 555 1110, 1111, 1113, 1123 5056, 5058, 5218, 5227, 5232, 5243, 5306, 5310, 5311, 5312, 5314, 5316, 5349, 5353, 5355, 5359, 5360, 5364, 5365, 5366, 5367, 5368, 5369, 5370, 5371, 5372, 5373, 5374, 5375, 5376, 5377, 5429 |
| 8  | Foktő, bejárati út (körforgalom)           | 22 | 5312, 5374, 5376, 5377, 5429 |
| 9  | Paks, konzervgyár                          | 21 | 1, 1S, 3I, 4 1121, 1125, 1131, 1134 5374, 5400, 5403, 5404, 5405, 5429, 5452, 5455, 5456, 5458, 5562, 5634, 8047 |
| 10 | Paks, autóbusz-állomás                     | 20 | 1, 1S, 2, 3, 3I, 4 1121, 1125, 1131, 1134 5374, 5400, 5403, 5404, 5405, 5429, 5450, 5452, 5455, 5456, 5457, 5458, 5562, 5634, 8047, 8211 |
| 11 | Paks, Dózsa György utca 32.                | 19 | 1, 1S, 2, 3, 3I 5403, 5450, 5457, 5458, 8047 |
| 12 | Paks, sportpálya                           | 18 | 2 5403, 5457, 5458, 8047 |
| 13 | Paks (Gyapapuszta), kápolna                | 17 | 5403, 5457, 5458, 8047 |
| 14 | Németkér, autóbusz-váróterem               | 16 | 5403, 5457, 5458, 8047 |
| 15 | Németkér (Hard), autóbusz-váróterem        | 15 | 5403, 5457, 5458, 8047 |
| 16 | Cece, Hősi emlékmű                         | 14 | 1707, 1843 5447, 5458, 5502, 5552, 8047, 8048, 8049, 8264 |
| 17 | Simontornya, vasútállomás                  | 13 | 1731 5458, 5502, 5552, 5555, 8066, 8271, 8310, 8333 S40, G40, Z40, S431, Kresz Géza InterCity, Rippl-Rónai InterCity, Somogy InterCity |
| 18 | Igar, templom                              | 12 | 1731 5458, 8066, 8271, 8310 |
| 19 | Mezőszilas, Mártírok útja                  | 11 | 1731 5458, 8066, 8271, 8272, 8274, 8310 |
| 20 | Dég, bejárati út                           | 10 | 1731 5458 |
| 21 | Enying, Kossuth Lajos utca 6.              | 9  | 1173, 1731 7321, 8065, 8066, 8067, 8310, 8320, 8321, 8325, 8326 |
| 22 | Balatonbozsok, Fő utca 100.                | 8  | 5458, 7321, 8065, 8066, 8067, 8321, 8325, 8326 |
| 23 | Siófok (Szabadisóstó), 7. sz. út           | 7  | 1302, 1402, 1512, 1528, 1563, 1708, 1840, 1842 5458, 8325, 8326 |
| 24 | Siófok, (Szabadifürdő), rádióállomás       | 6  | 5458, 8325, 8326 |
| 25 | Siófok, (Szabadifürdő), vasúti megállóhely | 5  | 2, 24, N2 1174, 1302, 1402, 1512, 1528, 1563, 1708, 1840, 1842 5458, 7324, 7325, 8325, 8326 S30, személyvonat, sebesvonat, Déli<-parti InterRégió, Déli->parti InterRégió, Vitorlás InterRégió, Panoráma expresszvonat, Jégmadár expresszvonat, Aranypart expresszvonat |
| 26 | Siófok, felső                              | 4  | 1302, 1402, 1528, 1563, 1593, 1708 5458, 7324, 7325, 8325, 8326 |
| 27 | Siófok, vasúti átjáró                      | 3  | 1593 5458, 7324, 7325, 8325, 8326 |
| 28 | Siófok, Sziget utca                        | 2  | 5458, 6008, 6051, 6053, 8325, 8326 |
| 29 | Siófok, Dózsa György utca                  | 1  | 3, 14, 14A 1593, 1708 5458, 5906, 5916, 5917, 6008, 6010, 6015, 6016, 6018, 6035, 6038, 6040, 6041, 6042, 6043, 6051, 6053, 7324, 7325, 8325, 8326 |
| 30 | Siófok, autóbusz-állomás végállomás        | 0  | 1, 2, 3, 4, 7, 14, 14A, 18, 24, N2 1172, 1174, 1177, 1302, 1402, 1499, 1506, 1512, 1528, 1563, 1564, 1592, 1593, 1708, 1740, 1742, 1840, 1842 5439, 5458, 5608, 5906, 5916, 5917, 6008, 6010, 6011, 6015, 6016, 6018, 6035, 6038, 6040, 6041, 6042, 6043, 6051, 6053, 6101, 7324, 7325, 8274, 8325, 8326 S30, személyvonat, sebesvonat, Déli<-parti InterRégió, Déli->parti InterRégió, Esti Csók InterRégió, Vitorlás InterRégió, Panoráma expresszvonat, Jégmadár expresszvonat, Aranypart expresszvonat, Ezüstpart expresszvonat, Aranyhíd expresszvonat, Napfürdő expresszvonat, Balaton InterCity, Tópart InterCity, Agram-Tópart nemzetközi InterCity, Adria nemzetközi InterCity |